# Regroupement QuébecOiseaux
Ne doit pas être confondu avec Oiseaux Canada.
Le Regroupement QuébecOiseaux (anciennement l'Association québécoise des groupes d'ornithologues) a été fondée en 1981. Cet organisme à but non lucratif fédère les clubs et sociétés d’observateurs d’oiseaux du Québec. Ses objectifs sont de « favoriser le développement du loisir ornithologique, de promouvoir l’étude des oiseaux et de veiller à leur protection et à celle de leurs habitats ».

## Mode d'action
Il permet aux divers organismes affiliés de communiquer entre eux et offre des services susceptibles d'aider ces organisations dans leurs activités. Il participe au développement des connaissances sur la répartition, l’écologie et la conservation des oiseaux par le développement et le maintien de banques de données nommée ÉPOQ depuis 1988. Il diffuse de l'information par l'intermédiaire d'un site web et du magazine QuébecOiseaux lancé à partir de 1989.
Le Regroupement QuébecOiseaux intervient publiquement dans les dossiers ayant trait à la protection des oiseaux du Québec dont un programme de suivi des espèces en péril.

### Principales réalisations
- Magazine QuébecOiseaux
- Congrès des ornithologues amateurs du Québec
- Grand Défi QuébecOiseaux
- eBird Québec
- Liste commentée des oiseaux du Québec
- Suivi de l'occupation des sites de nidification des populations d'oiseaux en péril du Québec (SOS-POP)
- Atlas des oiseaux nicheurs du Québec

## Conseil d'administration
- 2015 - Président : Réal Bisson

- 2015 - Vice-président : André Desrochers

## Prix Charles-Eusèbe-Dionne
Depuis 2005, Regroupement QuébecOiseaux remet le prix Charles-Eusèbe-Dionne, qui vise à souligner la contribution exceptionnelle d'une personne à l'avancement de l'observation et de l'étude des oiseaux du Québec.

### Récipiendaires
- 2005 - Raymond Cayouette
- 2006 - Normand David
- 2008 - André Cyr
- 2011 - Jacques Larivée